# Joaquín Abdala
Joaquín Naid Sebastián Abdala Astudillo (Cabrero, 19 gennaio 2000) è un calciatore cileno naturalizzato palestinese, centrocampista dell'Al-Nasr Bengasi.

## Carriera

### Club
Cresciuto nel settore giovanile dell'Huachipato, debutta fra i professionisti il 25 gennaio 2020, disputando con la maglia del Coquimbo Unido l'incontro di campionato perso per 2-1 contro il Dep. Antofagasta. Nel dicembre dello stesso anno, dopo aver collezionato 11 presenze in massima serie, viene mandato in prestito all'Independiente (Cauquenes), con cui conclude la stagione con altre 4 presenze in terza divisione. Rientrato dal prestito, nella stagione 2021 totalizza 10 reti e una presenza con il Coquimbo Unido, vincendo anche il campionato di seconda divisione. Per la stagione 2022 viene ceduto a titolo definitivo al Trasandino, altro club della terza divisione cilena.

### Nazionale
Nel giugno 2022, grazie alle origini della sua famiglia, viene convocato dalla nazionale palestinese per gli incontri validi per le qualificazioni alla Coppa d'Asia 2023 contro Mongolia, Yemen e Filippine. Debutta in nazionale l'8 giugno successivo nell'incontro vinto per 1-0 contro la Mongolia.

## Statistiche

### Presenze e reti nei club
Statistiche aggiornate al 16 giugno 2022.
| Stagione        | Squadra                   | Campionato      | Campionato | Campionato | Coppe nazionali | Coppe nazionali | Coppe nazionali | Coppe continentali | Coppe continentali | Coppe continentali | Altre coppe | Altre coppe | Altre coppe | Totale | Totale |
| Stagione        | Squadra                   | Comp            | Pres       | Reti       | Comp            | Pres            | Reti            | Comp               | Pres               | Reti               | Comp        | Pres        | Reti        | Pres   | Reti   |
| --------------- | ------------------------- | --------------- | ---------- | ---------- | --------------- | --------------- | --------------- | ------------------ | ------------------ | ------------------ | ----------- | ----------- | ----------- | ------ | ------ |
| 2020            | Coquimbo Unido            | PD              | 11         | 0          | CC              | 0               | 0               | CS                 | 0                  | 0                  |             | -           | -           | 11     | 0      |
| 2020            | Independiente (Cauquenes) | SD              | 4          | 0          | CC              | 0               | 0               |                    | -                  | -                  |             | -           | -           | 4      | 0      |
| 2021            | Coquimbo Unido            | 1B              | 8          | 0          | CC              | 2               | 0               |                    | -                  | -                  |             | -           | -           | 10     | 0      |
| 2022            | Trasandino                | SD              | 0          | 0          | CC              | 2               | 0               |                    | -                  | -                  |             | -           | -           | 2      | 0      |
| Totale carriera | Totale carriera           | Totale carriera | 23         | 0          |                 | 4               | 0               |                    | 0                  | 0                  |             | -           | -           | 27     | 0      |

### Cronologia presenze e reti in nazionale
| Cronologia completa delle presenze e delle reti in nazionale ― Palestina | Cronologia completa delle presenze e delle reti in nazionale ― Palestina | Cronologia completa delle presenze e delle reti in nazionale ― Palestina | Cronologia completa delle presenze e delle reti in nazionale ― Palestina | Cronologia completa delle presenze e delle reti in nazionale ― Palestina | Cronologia completa delle presenze e delle reti in nazionale ― Palestina | Cronologia completa delle presenze e delle reti in nazionale ― Palestina | Cronologia completa delle presenze e delle reti in nazionale ― Palestina |
| Data                                                                     | Città                                                                    | In casa                                                                  | Risultato                                                                | Ospiti                                                                   | Competizione                                                             | Reti                                                                     | Note                                                                     |
| ------------------------------------------------------------------------ | ------------------------------------------------------------------------ | ------------------------------------------------------------------------ | ------------------------------------------------------------------------ | ------------------------------------------------------------------------ | ------------------------------------------------------------------------ | ------------------------------------------------------------------------ | ------------------------------------------------------------------------ |
| 8-6-2022                                                                 | Ulan Bator                                                               | Palestina                                                                | 1 – 0                                                                    | Mongolia                                                                 | Qual. Coppa d'Asia 2023                                                  | -                                                                        | 67’                                                                      |
| 14-6-2022                                                                | Ulan Bator                                                               | Palestina                                                                | 4 – 0                                                                    | Filippine                                                                | Qual. Coppa d'Asia 2023                                                  | -                                                                        | 77’                                                                      |
| Totale                                                                   |                                                                          | Presenze                                                                 | 2                                                                        |                                                                          | Reti                                                                     | 0                                                                        |                                                                          |

## Palmarès

### Club

#### Competizioni nazionali
- Primera B: 1

Coquimbo Unido: 2021